# Ахлюм
Ахлюм (нід. Achlum, нід. вимова: [ˈɑx.lʏm]) — село в нідерландській провінції Фрисландія. Входить до муніципалітету Вадхуке.
Його площа становить 7,62км², а населення станом на 2021 рік складало 595 осіб.

## Галерея

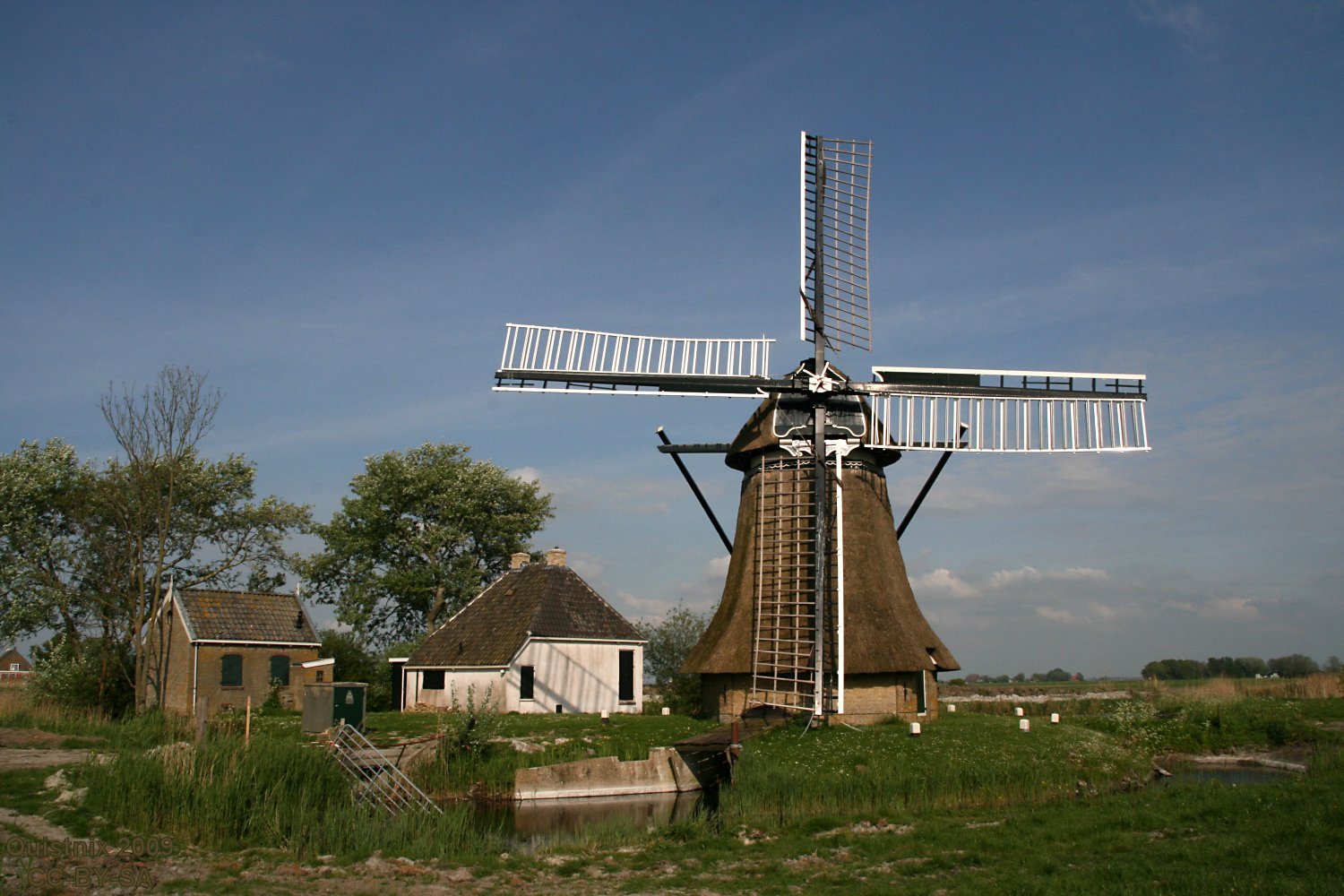
Вітряк De Achlumer